# Andreas Girkens
Andreas Girkens (* 11. Oktober 1883 in Hostel (Mechernich); † 3. Oktober 1944 in Köln-Deutz) war ein deutscher römisch-katholischer Bäckermeister und Märtyrer.

## Leben
Andreas Girkens war ein wohlhabender Bäckermeister in Mechernich, der mit einer jüdischen Arztfamilie befreundet war und deshalb ab 1933 von den örtlichen Nationalsozialisten angefeindet wurde. Am 11. November 1938 wurde sein Geschäft zerstört und er selbst Opfer massiver körperlicher Tätlichkeiten. Er erlitt jahrelang weitere Drangsalierungen, wurde am 3. September 1944 wegen Abhören eines Feindsenders verhaftet und über das Gefängnis Klingelpütz in das KZ-Außenlager Köln-Deutz gebracht und gefoltert. Dort starb er am 3. Oktober 1944.

## Gedenken
Die Römisch-katholische Kirche in Deutschland hat Andreas Girkens als Märtyrer aus der Zeit des Nationalsozialismus in das deutsche Martyrologium des 20. Jahrhunderts aufgenommen.